# Cyphonia ancoralis
Cyphonia ancoralis är en insektsart som beskrevs av Berg. Cyphonia ancoralis ingår i släktet Cyphonia och familjen hornstritar. Inga underarter finns listade i Catalogue of Life.